# Palpomyia subaspera
Palpomyia subaspera är en tvåvingeart som först beskrevs av Daniel William Coquillett 1901.  Palpomyia subaspera ingår i släktet Palpomyia och familjen svidknott. Inga underarter finns listade i Catalogue of Life.